# 大分国際情報高等学校
大分国際情報高等学校（おおいたこくさいじょうほうこうとうがっこう）は、大分県大分市新貝にある私立高等学校。設置者は、学校法人渡邊学園。旧校名の大分電波高等学校の時代から、男子ハンドボールの強豪校として知られている。また、大分県下の私立高等学校で唯一の情報系の工業高等学校である。

## 校訓
- 一.愛と犠牲の精神
- 一.質実剛健
- 一.実践躬行

## 建学のこころ
- 社会に貢献できる情報産業技術者ならびに無線従事者の育成

## 沿革
- 1956年（昭和31年）4月 - 九州電波専門学校を創立
- 1956年（昭和31年）10月 - 大分県知事より認可（設置者・校長／渡邊善市）
- 1965年（昭和40年）12月 - 学校法人渡邊学園を設立
- 1966年（昭和41年）3月 - 大分電波高等学校を設立（理事長・校長／渡邊善市）
- 1986年（昭和61年）8月 - 全国高等学校総合体育大会において、ハンドボール部優勝、大分県民栄誉賞・大分市民栄誉賞を受賞
- 1998年（平成10年）4月 - 校名を大分国際情報高等学校に変更
- 2001年（平成13年）3月 - 全国高等学校ハンドボール選抜大会において、ハンドボール部優勝、大分県民栄誉賞・大分市民栄誉賞を受賞
- 2002年（平成14年）3月 - 実習棟（3階）完成
- 2006年（平成18年）10月 - 創立50周年記念式典挙行
- 2011年（平成23年）4月 - 創立55周年を記念して、新校舎（3階）完成
- 2015年（平成27年）4月 - ITエンジニアコース新設、硬式野球部新設創部、湯布院研修センター開設
- 2015年（平成27年）7月 - 渡邊善市先生 生誕100年記念行事（ハンドボール）開催
- 2015年（平成27年）10月 - 渡邊善市先生 生誕100年記念式典挙行
- 2016年（平成28年）4月 - 剣道部創部
- 2017年（平成29年）4月 - 普通科新設

## 設置学科
- 普通科
- 情報通信科
  - 国際情報コース
- 情報電子科
  - 情報電子コース
  - 情報デザインコース

## 部活動
運動部
- 硬式野球部
- サッカー同好会
- バドミントン同好会

文化部
- フォトメディア部
- 演劇部
- 音楽研究同好会
- 文芸部
- 情報技術部
- 放送技術部
- 茶道部
- 英語研究部
- 園芸部
- ボランティア部
- 家庭同好会

## 著名な出身者
- 植木宏和 - ハンドボール選手
- 宮﨑大輔 - ハンドボール選手、大崎電気
- 末松誠 - ハンドボール選手、大同特殊鋼
- 久保侑生 - ハンドボール選手、大同特殊鋼
- 新名亮介 - ハンドボール選手、ジークスター東京